# Salvelinus leucomaenis
Salvelinus leucomaenis és una espècie de peix de la família dels salmònids i de l'ordre dels salmoniformes.

## Subespècies
- Salvelinus leucomaenis imbrius (Jordan & McGregor, 1925)
- Salvelinus leucomaenis leucomaenis (Pallas, 1814)
- Salvelinus leucomaenis pluvius (Hilgendorf, 1876)[1]